# علم الأعصاب القلبية
علم الأعصاب القلبية هو علم يختص بدراسة الجوانب الفسيولوجية العصبية والعصبية والتشريحية العصبية الخاصة بـ طب القلب، بما يشتمل بوجه خاص على الأصول العصبية للاضطرابات القلبية. وتُدرس تأثيرات الضغط على القلب في سياق التفاعلات القلبية مع كل من الجهاز العصبي المحيطي والجهاز العصبي المركزي.
وتشتمل المسائل السريرية في علم الأعصاب القلبية على إصابة المخ بنقص التأكسج الإفقاري، والانصمام الدماغي، والاعتلال الدماغي، والعقابيل العصبية للجراحة القلبية، والتداخلات القلبية، والاكتشافات القلبية الوعائية لدى المرضى المصابين بأمراض عصبية أولية.

## نظرة عامة
يعبر علم الأعصاب القلبية عن التأثيرات الفيزيولوجية المرضية المتبادلة بين الجهاز العصبي والجهاز القلبي الوعائي. أثبت الاتصال المستمر بين القلب والدماغ أهميته في مجالات متعددة الاختصاصات للأمراض العصبية والقلبية.
ساعد الفهم الأساسي للاتصال بين القلب والدماغ عبر الجهاز العصبي العلماء في فهم وضع داراتها. يرسل الدماغ إشارات من الترددات المتذبذبة. توفر النظم العصبية معلومات عن حالات استقرار وضع الأفراد الأصحاء. توفر الاختلافات في النظم العصبية دليلًا على وجود مشكلة بخصوص الانتظام الوظيفي وتساعد الأطباء على تحديد الحالة المستبطنة بشكل أسرع بناءً على الأعراض المعطاة.
يربط المحور العصبي القلبي بين الجهاز العصبي والجهاز القلبي الوعائي والمشاكل الوظيفية مثل: اضطرابات النظم والصرع والسكتة. تتعلق هذه المشاكل بعوامل إجهاد الجسم الأساسية. كما ذُكر سابقًا، قد تساهم التغيرات في التذبذبات العصبية في معرفة كيف تبدو الحالة المستقرة للأفراد، لا سيما أنها تختلف بحسب كل شخص، بالإضافة للمساهمة في عدم الاتزان بين الجهاز العصبي والوظيفة الفيزيولوجية. علاوةً على ذلك، يتحكم الدماغ بمعدل ضربات القلب من خلال الجهاز العصبي الودي.

## الوصل بين الجهاز القلبي الوعائي والجهاز العصبي
يُنظَّم الجهاز القلبي الوعائي من خلال الجهاز العصبي الذاتي، الذي يشمل الجهاز العصبي الودي ونظير الودي. الاتزان الواضح بين هذه الأجهزة أساسي في الفيزيولوجيا المرضية للداء القلبي الوعائي. قد يحدث عدم الاتزان بسبب المستويات الهرمونية، ونمط الحياة، وعوامل الإجهاد البيئية، والأذيات.
يمكن تحديد الرابط المعقد بين القلب والدماغ من خلال تأثيرات مركب الجهاز العصبي الأعلى التي تنزل إلى القلب. يُبنى هذا المركب بتعصيب ذاتي من قشرة الدماغ حتى القلب على طول المحور العصبي القلبي. يعتبر القلب مصدر الحياة ومصدرًا لاضطرابات النظم والمضاعفات أيضًا. تنشأ المعلومات من القشرة الدماغية وتنزل إلى الوطاء. تنتقل الإشارات العصبية بعد ذلك إلى جذع الدماغ، ثم إلى النخاع الشوكي، وهو المكان الذي يستقبل القلب منه كافة إشاراته. وبتفصيل أكثر، يستقبل القلب مدخلاته العصبية من خلال العقد الودية ونظيرة الودية والعمود السنجابي الوحشي للنخاع الشوكي.

## مشاكل
المحور العصبي القلبي هو الرابط للعديد من المشاكل الخاصة بالوظائف الفيزيولوجية للجسم. يتضمن ذلك إقفار القلب والسكتة والصرع، والأهم، اضطرابات النظم واعتلالات العضلة القلبية. تتعلق معظم هذه المشاكل بعدم اتزان الجهاز العصبي، ما يسبب أعراضًا تؤثر على كل من القلب والدماغ.
لاقى الاتصال بين الجهاز العصبي والقلبي الوعائي اهتمامًا في عمليات التدريبية لطلاب الطب. علم الأعصاب القلبية هو فهم أن الجسم مترابط ويتشابك من داخل وخارج أجهزة أخرى. عند التدرب في اختصاص وحيد، يميل الأطباء لربط أعراض المرضى المتعلقة بمجالهم. دون أخذ اتساق الأجهزة بالحسبان، قد يؤخر الأطباء بناءً على ذلك التشخيص الصحيح والمعالجة للمريض. من ناحية أخرى، عند التخصص في مجال، تؤخذ التقدمات الطبية المستمرة كاكتشافات جديدة بعين الاعتبار.

### الإجهاد (الشدة أو الضغط النفسي)
يُنظم الجهاز القلبي الوعائي من خلال الجهاز العصبي الذاتي، الذي يشمل الجهاز العصبي الودي ونظير الودي. الاتزان الواضح بين هذه الأجهزة أساسي في الفيزيولوجيا المرضية للداء القلبي الوعائي. دُرست تأثيرات الإجهاد المزمن على الجسم بشكل موسع، إذ ينتج عن ذلك ارتفاع في معدل ضربات القلب، وانخفاض تغيرات معدل ضربات القلب، وارتفاع التوتر الودي، اشتداد والنشاط القلبي الوعائي، وبالتالي، يعزز الإجهاد عدم الاتزان الذاتي على حساب الجهاز العصبي الودي. يساهم تفعيل الجهاز العصبي الودي بخلل وظيفة البطانة، وارتفاع ضغط الدم، والتصلب العصيدي، ومقاومة الأنسولين، وارتفاع احتمال اضطرابات النظم. شوهد عدم اتزان الجهاز العصبي الذاتي في اضطرابات المزاج؛ غالبًا ما يصنف كوسيط بين اضطرابات المزاج والاضطرابات القلبية الوعائية.
الوطاء هو جزء الدماغ الذي ينظم الوظائف ويستجيب للإجهاد. عندما يشعر الدماغ بوجود خطر محيط، تطلق اللوزة الدماغية نبضًا عصبيًا للوطاء ليفعل وضع الكر أو الفر من خلال الجهاز العصبي الودي. تبدأ استجابة الإجهاد مع التحفيز الوطائي للغدة النخامية التي تفرز الهرمون الموجه لقشر الكظر. تطلق هذه الإشارات الكورتيزول، هرمون الإجهاد، الذي يبتدئ مجموعة من التأثيرات الفيزيائية على الجسم للمساعدة على البقاء. يحتاج الجسم عندها للارتجاع السلبي ليعيده لحالة الراحة عبر تفعيل الجهاز العصبي نظير الودي.
يؤدي الإجهاد المديد لعدة مخاطر في الجهاز العصبي. تصبح الهرمونات والغدد متعبة، وتُنتَج المخلفات الكيميائية ما يؤدي لتنكس الخلايا العصبية. يسبب الإجهاد المديد انهيارًا في الجسم والجهاز العصبي. لا يسبب الإجهاد وحده اضطرابات نظم في القلوب الطبيعية السليمة، ومع ذلك، تظهر الدراسات أن الإجهاد يسبب أذية قلبية قد تؤدي لاضطرابات نظم.

### اضطرابات النظم (اللانظميات)
في دراسة عن علاقة علم الأعصاب القلبية باضطرابات النظم والموت القلبي المفاجئ، افتُرض أن الفرد المصاب بمرض قلبي لديه احتمال أكبر بالإصابة باضطرابات نظم قلبية وموت قلبي مفاجئ عندما يُفعَّل المحور القلبي العصبي. تُعرف اضطرابات النظم بأنها أي اختلال في نشاط القلب الجيبي أو أي انحراف عن الحدود المقبولة لمعدل ضربات القلب أو معدل انتظام النبض الطبيعي. الأنواع الأساسية لاضطرابات النظم التي تؤدي للموت القلبي المفاجئ هي اضطرابات النظم التسرعية واضطراب النظم التباطؤية. تتضمن اضطرابات النظم التسرعية الرجفان البطيني وتسرع القلب البطيني. تتضمن اضطرابات النظم التباطؤية الحصار الأذيني البطيني الشامل وتوقف الانقباض المفاجئ. السبب الكامن خلف الموت القلبي المفاجئ غير واضح، على الرغم من فهم أن أمراض القلب تسبب اضطرابات نظم، التي تؤدي للموت القلبي المفاجئ. يصف لاون القلب بالهدف، والدماغ بالزناد. يُطلق الموت القلبي المفاجئ بحادث كهربائي، والذي يمكن معالجته باستخدام مزيل الرجفان البطيني.

### السكتة
تنشط السكتة المحور القلبي العصبي، ما يسبب اضطرابات نظم وأذية قلبية وموتًا مفاجئًا. في دراسة أجريت مؤخرًا على مرضى لديهم قلوب مريضة وشذوذات في تخطيط كهربائية القلب مصابة مسبقًا، وُجد دليل على فقدان اتساق الوطاء النخاعي في الدماغ المتوسط. أدى ذلك إلى حقيقة أن النشاط الزائد في الجهاز العصبي نظير الودي قد يسبب أيضًا موتًا مفاجئًا مع توقف الانقباض بعد السكتة. دُرست الأدوية الكاتيكولامينية ودورها في تخفيف التغيرات في تخطيط كهربائية القلب والأذية القلبية.

### الصرع
الموت المفاجئ الناجم عن الصرع غير شائع، بمعدل اثنين بالألف تقريبًا. الفهم الحالي حول كيفية حدوث الموت المفاجئ الناجم عن الصرع هو أن الدماغ يحفز اضطرابات النظم. تشير القراءات خلال النوبات بشيوع تسرع القلب الذي يسبق النوبة، مع انتباذ أذيني وبطيني. قد يحدث الموت الصرعي المفاجئ بسبب النشاط الودي أو عدم الاتزان الذاتي للجهاز العصبي كما شُرح سابقًا.

### الانفعالات
ما زالت العلاقة بين الانفعالات وتأثيرها على عدم استقرار القلب غامضةً. يُعتبر أن الأنماط المكانية والزمانية للمدخلات الذاتية إلى القلب تلعب دورًا هامًا في المعامِلات الفيزيولوجية الكهربائية المتقلبة. يحاول الجسم بشكل مستمر الحفاظ على حالة استتباب من خلال منعكسات مستقبلات الضغط. يؤدي الاتزان في المدخلات العصبية الذاتية للقلب استجابةً لتغيرات الضغط والحجم لتبدلات في مستقبلات الضغط.

## العلاجات

### الأدوية
تُجرى حاليًا دراسة الأدوية ذات التأثير المضاد للاكتئاب وذات التأثيرات على الاستقلاب القلبي. تعمل معظم العلاجات على مُجهدات القلب، ويعمل بعضها لعلاج الأمراض النفسية العصبية. أبدت العلاجات المضادة للاكتئاب عدم فعاليتها في علاج الخلل القلبي الوعائي الوظيفي الذي يرتبط بحالات نفسية.

### النشاط الفيزيائي والحمية
تلعب التعديلات على أسلوب الحياة دورًا أساسيًا في تدبير الأمراض القلبية الوعائية والعصبية. النشاط الفيزيائي والحمية المتوازنة يحسنان حالات الإصابة القلبية الوعائية والأداء والسعة. يؤثر التمرين بشكل إيجابي على الاستقلاب، الذي يتحكم بمستويات الغلوكوز، خاصةً في الإمراضيات المرتبطة بالإجهاد والأمراض الدماغية مثل الاكتئاب، الذي يشكل عبئًا ثقيلًا على الجهاز القلبي الوعائي. أُنجزت عدة دراسات حاليًا للحصول على المزيد من المعلومات والمعرفة بخصوص الوسطاء الشائعين للأمراض القلبية الوعائية والجهاز العصبي المركزي. يصنف التفاعل بين الدماغ والقلب بأنه ثنائي الاتجاه، ومع ذلك، ينتظم الجهاز العصبي المركزي بشكل أكبر من القلب والأوعية الدموية في معظم الأوقات.

## الكتابات
- Aulbert, E. A., et al.: Neurocardiology: the benefits of irregularity. The basics of methodology, physiology and current clinical applications. Acta Cardiol. 1999 (54) 107-120
- Levine RL (مايو 2007). "Neurocardiology". Resuscitation. ج. 73 ع. 2: 186–8. DOI:10.1016/j.resuscitation.2007.01.012. PMID:17346869.
- Gielerak G (Jun 2007). "[Neurocardiology--contemporary advanced research concerning arrhythmia mechanisms and sudden cardiac death]". Kardiol Pol (بالبولندية). 65 (6): 709–14. PMID:17629835. Archived from the original on 2019-12-10.

## وصلات خارجية
NINDS Clinical Neurocardiology Section نسخة محفوظة 14 يونيو 2013 على موقع واي باك مشين.